# Cordillera Real
Cordillera Real (česky  Královské pohoří) je pohoří na západě Bolívie, východně až jihovýchodně od jezera Titicaca. V pohoří se nachází jedny z nejvyšších hor Bolívie a tropických And.
Nejvyšším vrcholem je Illimani (6 438 m). Na západní straně Cordillery Real leží jedno z nejvýše položených velkoměst světa La Paz.

## Geografie
Na severu pohoří navazuje na peruánskou Cordilleru Oriental a rozkládá se směrem k jihovýchodu až k řece La Paz, respektive k průsmyku Asiento, kde začíná Cordillera Quimsa Cruz. Pohoří má délku 150 až 160 kilometrů
a šířku 20 až 30 kilometrů. Vrcholy Cordillery Real jsou silně zaledněné, sněžná čára leží ve výšce 5 300 až 5 400 metrů. Ledovce zasahují až do nadmořské výšky 5 000 až 4 650 metrů.

## Geologie
Pohoří je tvořeno prvohorními břidlicemi a granity.